# Teucholabis (Teucholabis) tartarus
Teucholabis (Teucholabis) tartarus is een tweevleugelige uit de familie steltmuggen (Limoniidae). De soort komt voor in het Neotropisch gebied.